# Palaui császárlégykapó
A palaui császárlégykapó (Myiagra erythrops) a madarak osztályának verébalakúak (Passeriformes) rendjébe és a császárlégykapó-félék (Monarchidae) családjába  tartozó faj.

## Rendszerezése
A fajt Gustav Hartlaub és Otto Finsch írták le 1868-ban.

## Előfordulása
Palau szigetén honos. Természetes élőhelyei szubtrópusi és trópusi síkvidéki esőerdők és mangroveerdők. Állandó, nem vonuló faj.

## Megjelenése
Testhossza 13-14 centiméter.

## Életmódja
Rovarokkal táplálkozik.

## Természetvédelmi helyzete
Az elterjedési területe kicsi, egyedszáma viszont stabil. A Természetvédelmi Világszövetség Vörös listáján nem fenyegetett fajként szerepel.